# غوستافو سافويا
غوستافو سافويا (بالإسبانية: Gustavo Savoia) (21 أغسطس 1981 بريكونكيستا، سانتا في في الأرجنتين - ) هو لاعب كرة قدم أرجنتيني في مركز الهجوم. لعب مع أتليتيكو بالياريس وأوليمبو والجامعي دي بيرو وجيمناسيا لابلاتا ونادي أتليتيكو كولون ونادي بونتي بريتا ونادي فورتاليزا ونادي قرطبة ونادي كونسيبسيون ‏ ونادي 15 نوفمبر ‏ ونادي أولميدو وديبورتيس توليما ونادي كوبريلوا.

## وصلات خارجية
- غوستافو سافويا على موقع قاعدة بيانات كرة القدم.إي يو (الإنجليزية)